# Greta Gynt
Greta Gynt, gebürtig Margrethe Woxholt (* 15. November 1916 in Oslo; † 2. April 2000 in London) war eine britische Tänzerin und Filmschauspielerin mit Hauptbetätigungsgebiet Großbritannien.

## Leben und Wirken
Margrethe „Grete“ Woxholt wuchs kurz nach Ende des Ersten Weltkriegs in London auf, wohin ihre Eltern vorübergehend gezogen waren, und erhielt dort im Alter von fünf Jahren eine Tanzausbildung. Später kehrte die Familie mit ihr und dem 1926 geborenen Sohn, dem späteren Kameramann Egil Woxholt, nach Oslo zurück. Hier sammelte Grete als Tänzerin an der Revuebühne „Chat Noir“ ihre ersten beruflichen Erfahrungen. Mit nicht ganz 18 Jahren erhielt sie im benachbarten Schweden als Grete Woxholt ihre erste Filmrolle. Da die Mutter in London bessere Berufschancen für ihre  Tochter vermutete, kehrte Grete mit einem Empfehlungsschreiben von Fox Film in die britische Hauptstadt zurück.
Zum Jahresbeginn 1935 gab Greta Woxholt ihr britisches Filmdebüt und erhielt seit 1937, nunmehr unter dem Künstlernamen Greta Gynt, eine Fülle von tragenden Neben-, aber auch Hauptrollen in britischen Unterhaltungsfilmen angeboten. Es waren überwiegend billig hergestellte Romanzen und Komödien ebenso wie Dramen, Kriminalgeschichten und Thriller. Keiner dieser Filme hat filmhistorische Bedeutung, machten die Norwegerin aber im England der 1930er und 1940er Jahre recht populär. Eine seltene Horrorfilmrolle erhielt Greta Gynt 1939 an der Seite des amerikanischen Genre-Stars Bela Lugosi in der Schauergeschichte Der Würger. Dieser Film bedeutete unmittelbar nach Kriegsausbruch 1939 ihren endgültigen Durchbruch als Filmstar auf den Britischen Inseln. Fortan wurde sie häufig als Femme fatale besetzt, eine Rollentypisierung, die ihr zuletzt unangenehm war.
Es folgten interessante und vor allem substantiellere Rollen während des Krieges: So war Gynt die französische Résistance-Anführerin in dem Besatzungsdrama Tomorrow We Live (1942) und die "halbjüdische" Nachtclubsängerin Elsie Silver, die in Mr. Emmanuel (1944) dem titelgebenden alten englischen Juden auf Deutschlandbesuch 1936 aus nazistischer Haft heraushilft. Ihren Beliebtheitshöhepunkt erreichte Greta Gynt in den ersten Jahren gleich nach dem Zweiten Weltkrieg, als sie Hauptrollen in Kriminalfilmen wie Der perfekte Mörder (als untreue Ehefrau und Gattenmörderin), Lustspielen wie Toto-Glück (wo sie eine verführerische Nachtclubsängerin verkörperte) und Melodramen wie Entscheidung in Ascot, wo man sie als treulose Braut eines Rennpferdbesitzers sehen konnte, spielte.
1950 ging Greta Gynt nach Hollywood, doch das Resultat, Drei auf Abenteuer, fiel trotz prominenter Kollegen (Stewart Granger, David Niven und Walter Pidgeon) unbefriedigend aus und brachte keine weiteren US-Angebote. Wieder daheim in England, wirkte sie nur noch in belanglosen B-Filmen und als Gaststar in einigen Fernsehserien mit, ehe sie sich gegen Ende desselben Jahrzehnts, einhergehend mit der Vermählung mit ihrem vierten Gatten Frederick Moore, einem Chirurgen, allmählich von der Schauspielerei zurückzog.

## Filmografie
- 1934: Sången till henne
- 1935: It Happened in Paris
- 1937: Boys Will Be Girls
- 1937: The Last Curtain
- 1938: Second Best Bed
- 1938: The Last Barricade
- 1939: The Arsenal Stadium Mystery
- 1939: Der Würger (The Dark Eyes of London)
- 1939: Bulldog Sees It Through
- 1940: Two for Danger
- 1940: Room for Two
- 1941: Crook's Tour
- 1941: The Common Touch
- 1942: Tomorrow We Live
- 1943: It's That Man Again
- 1944: Mr. Emmanuel
- 1946: Paradies der Liebe (London Town)
- 1947: Der perfekte Mörder (Dear Murderer)
- 1947: Das rettende Lied (Take My Life)
- 1947: Toto-Glück (Easy Money)
- 1948: Entscheidung in Ascot (The Calendar)
- 1948: Mr. Perrin and Mr. Traill
- 1950: Graf Orloffs gefährliche Liebe (Shadow of the Eagle)
- 1951: Geheimdienst schlägt zu (I'll Get You for This)
- 1951: La rivale dell‘imperatrice
- 1951: Drei auf Abenteuer (Soldiers Three)
- 1952: Whispering Smith Hits London
- 1952: Der Würger kommt um Mitternacht (The Ringer)
- 1953: Three Steps in the Dark
- 1954: The Last Moment
- 1954: Nachts am Teufelspunkt (Devil‘s Point)
- 1954: Verbotene Fracht (Forbidden Cargo )
- 1955: See How They Run
- 1955: The Blue Peter
- 1956: My Wife's Family
- 1957: Am seidenen Faden (Fortune Is a Woman)
- 1957: Morning Call
- 1959: Der Mitwisser (The Witness)
- 1959: Zehn Frauen verschwanden in Paris (Bluebeard's Ten Honeymoons)
- 1963: The Runaway